# Peso fuerte
El peso fuerte es el nombre genérico con el que se conocía el real de a ocho español, moneda de gran difusión en América y Filipinas hasta principios del siglo XIX. También fue una moneda de plata de la República Argentina desde 1826 hasta la reforma monetaria de 1881 (símbolos: $F ISO 4217: ARF). Un peso fuerte era igual a 8 reales. Pesaba una onza española (27,0643 g) y su ley era 0,875. Su origen es el peso de plata español, o real de a ocho, utilizado en América durante la época virreinal.

## Historia
Durante la época hispánica circularon en América monedas de plata. El peso (también llamado duro, escudo de plata, real de a ocho) equivalía a una onza de plata. Un peso era igual a 8 reales (de ahí la denominación de real de a ocho). El real fue la moneda de uso diario durante el período hispánico. La moneda utilizada en el actual territorio argentino se acuñaba en la ceca de Potosí y fue deficiente al principio; esta moneda defectuosa o con desgaste se denominaba «macuquina» y solía recibirse con descuento respecto a la acuñada en España o México, y a partir de 1773 en Potosí. Esta última, de cordoncillo (canto acanalado que dificulta el cercenamiento o la falsificación), solía denominarse también «peso fuerte» en oposición a la macuquina o «plata corriente».

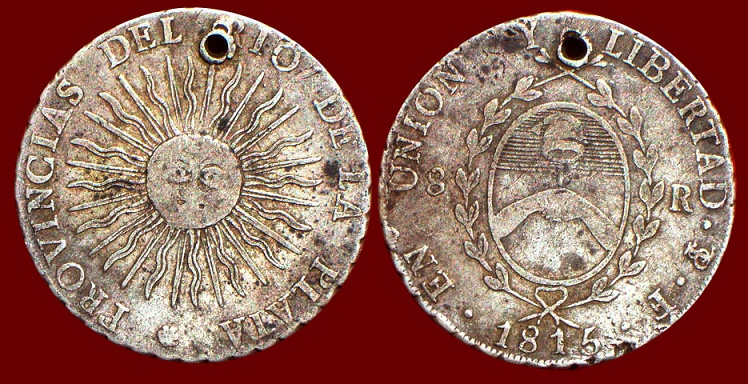
Moneda de plata de un peso acuñada en la ceca de Potosí, 1815.

Después de la Revolución de Mayo prosiguió la circulación de las mismas monedas anteriores de plata. La Asamblea del Año XIII sólo dispuso la acuñación de nuevas monedas con el escudo de la Asamblea, pero del mismo peso y ley que las anteriores (13/4/1813). En el anverso mostraban el Sol de Mayo o sol incaico de 32 rayos y la leyenda PROVINCIAS DEL RIO DE LA PLATA. En el reverso el escudo de la Asamblea con un 8 a su izquierda y una R a la derecha (indicando su valor de 8 reales) y la leyenda EN UNION Y LIBERTAD seguida por el monograma de la ceca de Potosí PTS y el año de acuñación. La acuñación de estas monedas en Potosí siguió la suerte de las armas: pudo hacerse en 1813 cuando el Ejército del Norte en su Segunda expedición auxiliadora al Alto Perú bajo el mando de Manuel Belgrano pudo ocupar Potosí el 7 de mayo pero tuvo que dejarla después de la derrota de Vilcapujio (1/10/1813). La Tercera expedición auxiliadora al Alto Perú al mando de José Rondeau logró ocupar nuevamente Potosí el 1° de mayo de 1815 pero se perdió definitivamente después de la batalla de Sipe-Sipe en noviembre de ese año. Al respecto afirma Álvarez que “… hubo acuñaciones de moneda argentina en Potosí, en 1813 y 1815, ambos con peso y porcentaje de fino un tanto apartados de la teoría. Después de ellas, … no volvió a acuñarse oro o plata que tuviese legítimamente el carácter de nacional, si bien suplieron un tanto su ausencia las monedas fabricadas por La Rioja y Córdoba.”
En 1822 el Banco de Buenos Aires comenzó a emitir papel moneda convertible, pero que a partir del 9/1/1829 y como consecuencia de la guerra del Brasil fue declarado inconvertible. A raíz de ello, el peso papel comenzó a denominarse peso moneda corriente para distinguirlo de la moneda de plata, el peso fuerte, también llamado popularmente patacón. En un lenguaje más formal, metálico se refiere a la moneda de plata (o a la de oro), mientras papel al papel moneda. En Buenos Aires el peso moneda corriente era el comúnmente utilizado en las transacciones diarias mientras que el peso fuerte fue tomando gradualmente el carácter de moneda de cuenta hasta la reforma monetaria de 1881. El peso moneda corriente cotizaba con referencia a la onza de oro hasta el 14/11/1863 cuando comenzó a hacerlo respecto al peso fuerte. A partir de 1864 la contabilidad pública comenzó a llevarse en pesos fuertes.
En el interior de Argentina sólo se usaba moneda metálica, principalmente el peso de plata boliviano, a falta de pesos fuertes. Esto implicaba una relación fija de estas monedas con el peso fuerte sobre la base de su contenido de metal fino.